# Második generációs vadászrepülőgép

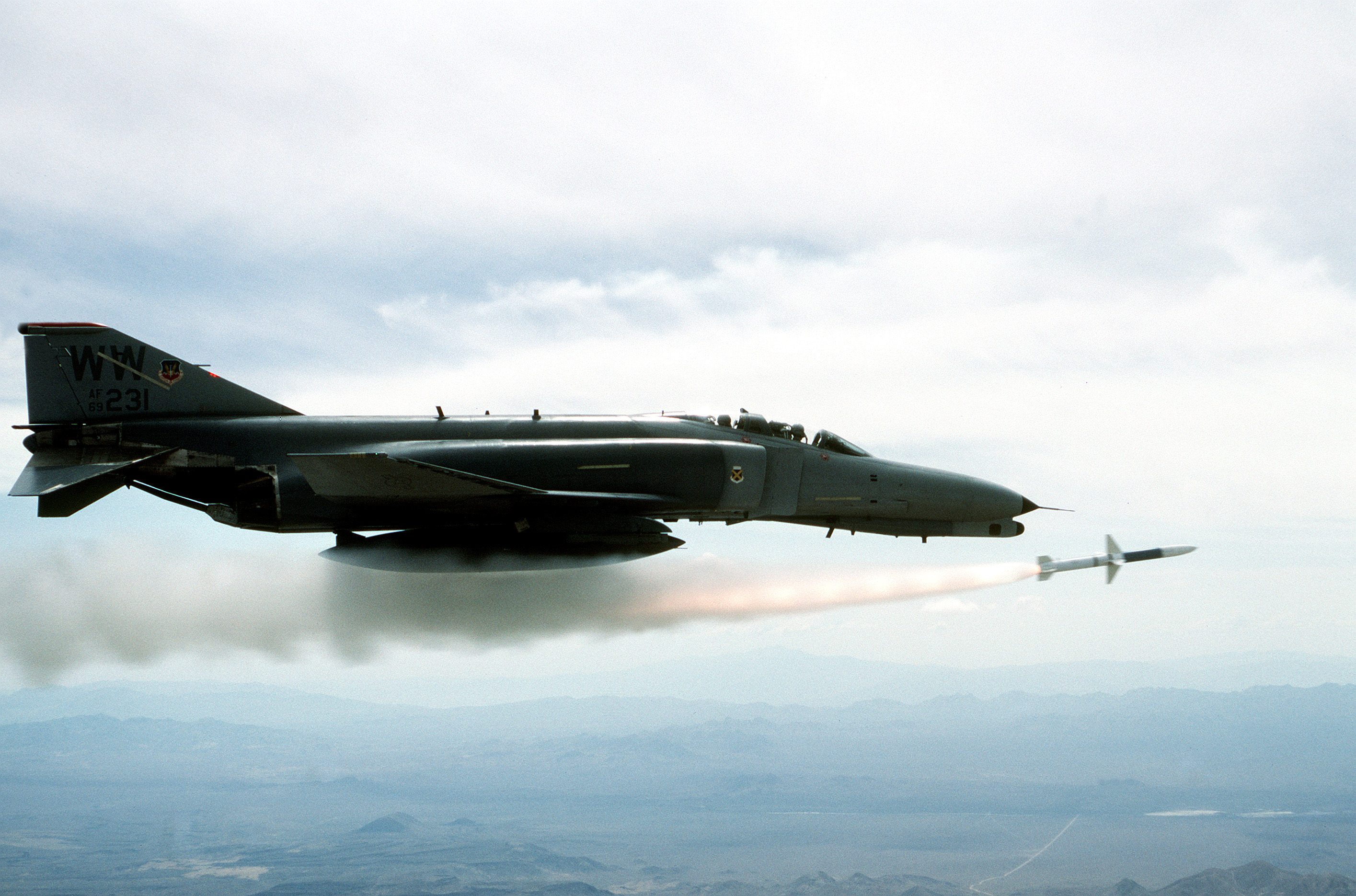
Amerikai F–4E Phantom II AGM–45 Shrike lokátorromboló rakétát indít

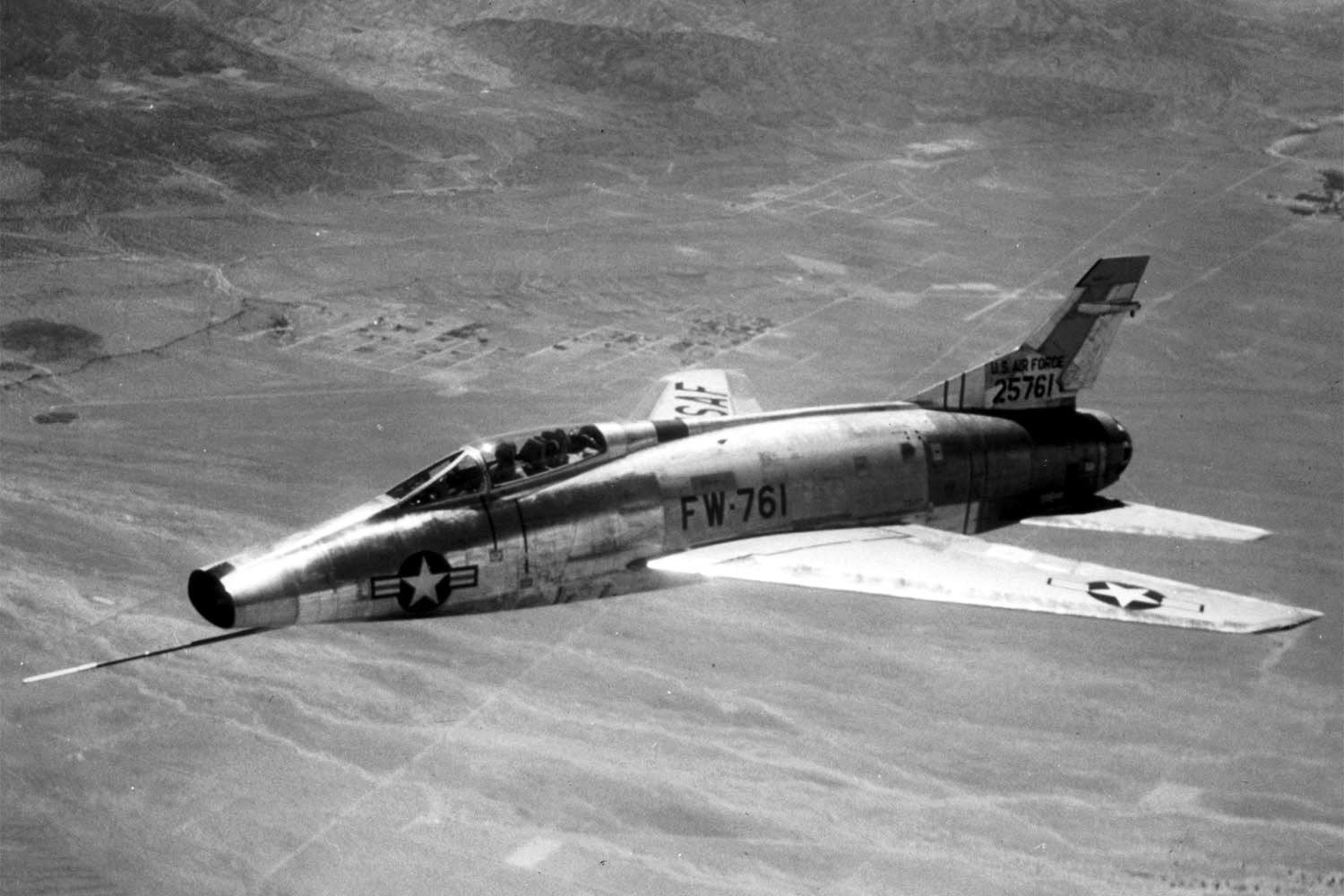
North American F–100 Super Sabre.

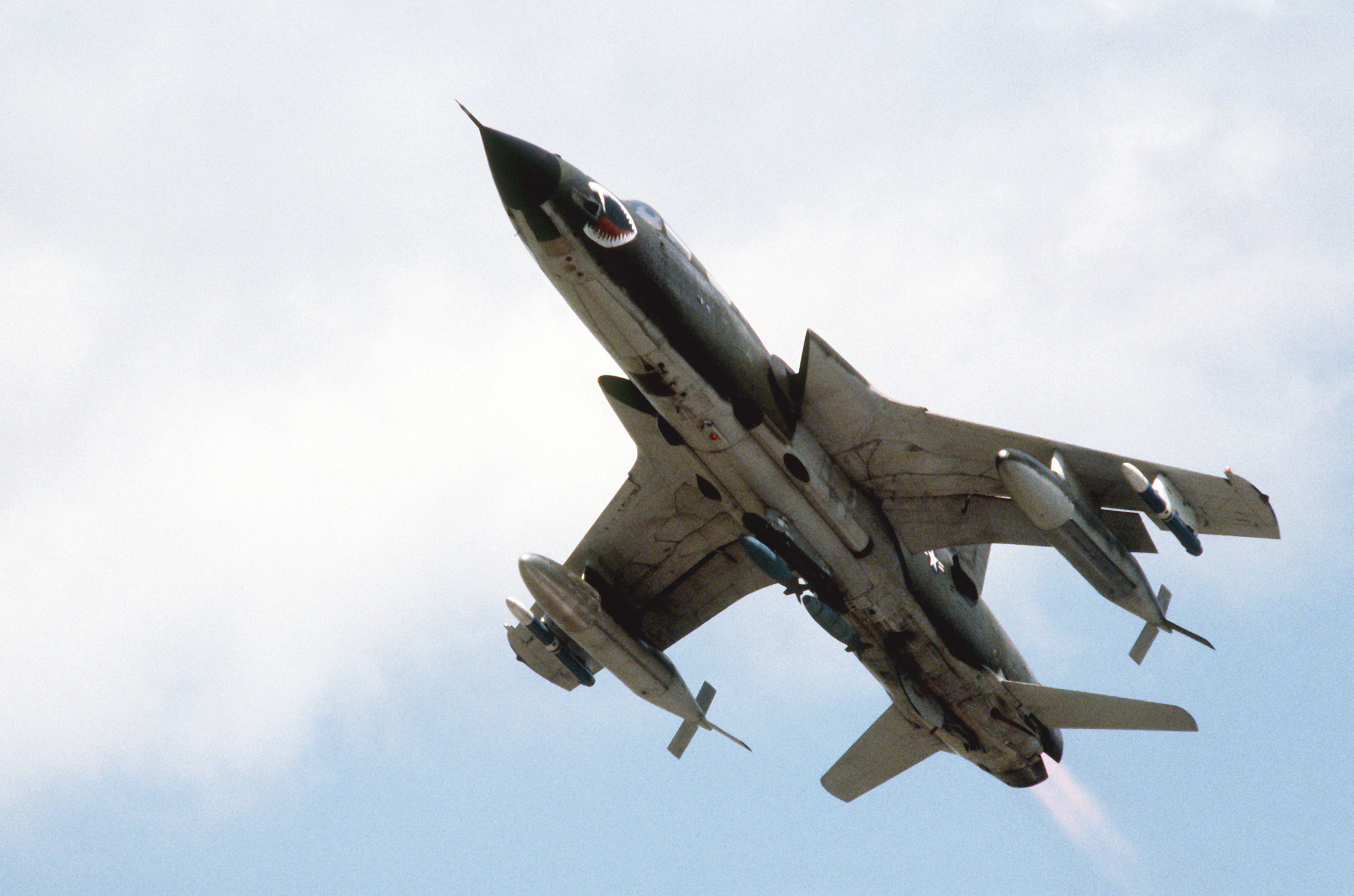
F–105 Thunderchief típusú vadászgép

A második generációs vadászrepülőgépek az 1950-es évek második fele és az 1960-as évek vége között gyártott katonai repülőgépek. Ezek a gépek lépték át először a hangsebességet, fedélzetükön megjelentek az irányított légiharc-rakéták.
Az atomháború küszöbén álló fegyveres erők legfontosabb csapásmérői az atomfegyverrel felszerelt nehézbombázó repülőgépek voltak, a légvédelem gerincét pedig a bombázókat minden időben, minél messzebbről megsemmisíteni képes elfogó vadászrepülőgépek alkották. A repülőgépekre a korábbi nyilazott szárny helyett az ekkor feltalált deltaszárnyat terveznek, ez kisebb légellenállás mellett nagyobb felületű, szilárdabb és több tüzelőanyag fér bele. Felfedezték a területszabályt, a repülőgépeket úgy tervezik, hogy a repülés irányára merőleges keresztmetszetük a gép hosszában nagyjából állandó legyen, vagy egyenletesen változzon. Ennek jellegzetes ismérve a szárnyak csatlakozásánál a törzs elvékonyodása, a „kólásüveg-forma” (Például az F–5 Tiger II és a  Szu–7 repülőgépeken.) A nagy sebességű repülőgépek le- és felszállási tulajdonságai meglehetősen rosszak voltak. A repülőgépekből elhagyták a korszerűtlennek kikiáltott gépágyúkat, fegyverzetük kizárólag az ekkor elterjedő irányított légiharc-rakétákból állt, ami később, a helyi háborúkban megbosszulta magát. A második generációs vadászrepülőgépek ma is nagy tömegben állnak hadrendben, korszerűsítés után meglehetősen költséghatékonyan képesek feladataikat ellátni, bár üzembiztonságuk kívánnivalókat hagy maga után.

## Jelentős típusok
- Kanada
  - Avro Arrow
- Franciaország
  - Dassault Étendard IV
  - Mirage III
- India
  - HAL HF–24 Marut
- Svédország 
  - Saab J 35 Draken
- Szovjetunió
  - Mikojan–Gurjevics MiG–21
  - Mikojan–Gurjevics MiG–19
- Anglia
  - English Electric Lightning
  - De Havilland Sea Vixen
  - Gloster Javelin
- Egyesült Államok
  - Chance-Vought F–8 Crusader
  - Grumman F–11 Tiger
  - Republic F–105 Thunderchief
  - Lockheed F–104 Starfighter
  - Convair F–102 Delta Dagger
  - Convair F–106 Delta Dart
  - North American F–100 Super Sabre